# Bản sao

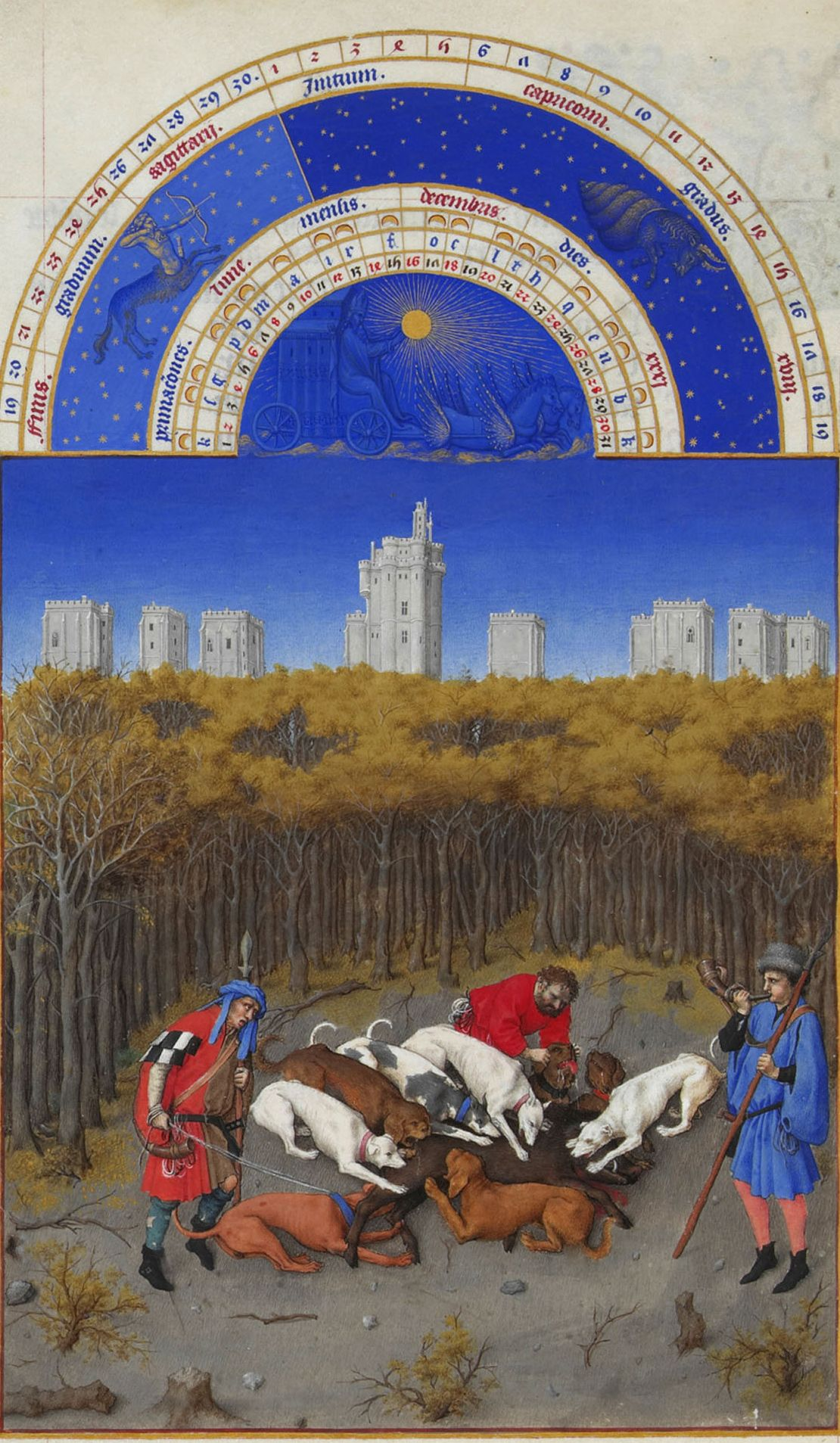
Bản sao Les Très Riches Heures du duc de Berry, một bản thảo nổi tiếng được sử dụng cả trong trưng bày và nghiên cứu.

Bản sao (facsimile - trong tiếng Latin là fac simile (nghĩa là 'làm giống hệt, cách đọc trên vẫn còn được phương Tây sử dụng cho đến cuối thế kỷ 19)  là kết quả của sự sao chép hoặc sao chụp lại một quyển sách cũ, bản thảo viết tay, bản đồ, tranh nghệ thuật, hay những vật nguyên gốc có giá trị lịch sử. Nó khác với những loại hình tái tạo khác bởi mục đích chính của nó là cố gắng làm giống với bản chính một cách chính xác nhất có thể ở quy mô, màu sắc, trạng thái và chất lượng của vật liệu. Đối với sách hay những bản viết tay thường đòi hỏi bản sao phải đầy đủ toàn bộ, do đó, một bản sao không hoàn chỉnh thường được gọi là:" bản sao một phần". Những bản sao đôi khi được các nhà nghiên cứu sử dụng để nghiên cứu thay thế cho bản chính, mặt khác chúng cũng được bảo tàng sử dụng với mục địch bảo tồn văn hóa. Bên cạnh đó, nhiều bản sao bị sử dụng với mục đích thương mại, thường đi kèm với hàng loạt những quảng cáo. Chúng được sản xuất giới hạn cụ thể, thông thường là 500-2000 bản, và có giá khoảng vài nghìn đô la Mỹ.

## Bản sao trong thời đại sao lưu máy móc
Tiến bộ của ngành in ấn góp phần rất lớn trong việc đẩy nhanh công nghệ sao lưu phát triển. Bản đồ, được đi đầu trong nghiên cứu in sao, mặc dù lúc này bản đồ thường không giống y hệt bản gốc, ví dụ là bản đồ Abraham Ortelius (1598). Những nghiên cứu ở thế kỷ 18, đặc biệt trong việc in thạch bản và khắc đồng bằng Axit, tạo điều kiện cho việc nghiên cứu càng thêm phát triển.

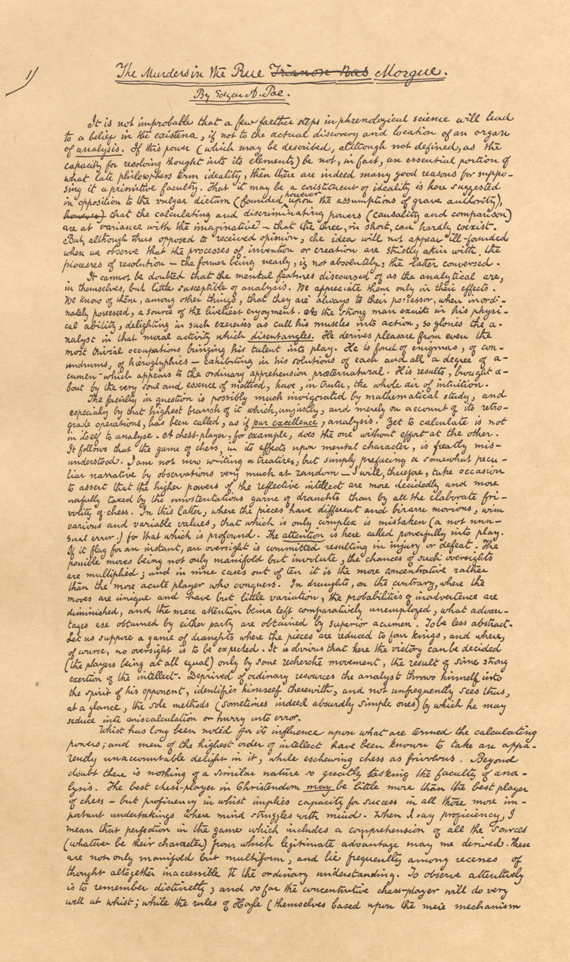
Bản sao bản viết tay của Edgar Allan Poe original truyện Những kẻ sát nhân trong nhà xác Rue

Trong quá khứ, để tạo một bản sao, người ta thường phải dùng đến kỹ thuật như sao chụp, in bản viết hay in bản đá. Thời hiện đại, người ta sử dụng một số kỹ thuật sao bằng máy ảnh. Các tài liệu được sao bằng máy photocopy. Đến nay, chỉ với một chiếc máy quét, máy tính cá nhân và máy in, con người đã có thể tạo bản sao một cách dễ dàng.

## Bản sao và lưu trữ
Những bản thảo nổi tiếng như:" Les Très Riches Heures du duc de Berry"  không chỉ dùng trong trưng bày mà nó còn có giá trị lớn trong nghiên cứu Tuy nhiên, không giống như bản sao sách vở thông thường, những bản sao này còn giữ nguyên màu gốc, đặc biệt, chúng còn giữ nguyên đến cả những lỗi hỏng y hệt như bản gốc. 
In hay viết tay chỉ thích hợp nhất đối với các bản sao tài liệu. Còn đối với những bản chính có kết cấu bề mặt đặc biệt như vật thể ba chiều hay tranh sơn dầu, phương pháp thường được sử dụng là "phỏng chế mô hình" (replica)